# Colette Beauchamp
Pour les articles homonymes, voir Beauchamp.
 (juillet 2017).
Si vous disposez d'ouvrages ou d'articles de référence ou si vous connaissez des sites web de qualité traitant du thème abordé ici, merci de compléter l'article en donnant les références utiles à sa vérifiabilité et en les liant à la section « Notes et références ».
Colette Beauchamp (née en 1936 à Valleyfield) est une ex-journaliste et écrivaine québécoise.

## Biographie
Comme journaliste, Colette Beauchamp a collaboré pendant plus de 25 ans à diverses publications quotidiennes, hebdomadaires et mensuelles, et participé à de nombreuses émissions d'affaires publiques à la radio et à la télévision (Radio-Canada, CBC, Radio-Québec)

## Œuvres
- Du Québec à Kaboul. Lettres à une femme afghane, Montréal, Éditions Écosociété, 2003, 330 pages
- Judith Jasmin, de feu et de flamme, Montréal, Éditions du Boréal, 1992, 425 pages, Prix Victor-Barbeau 1993 de l’Académie des lettres du Québec. Prix Maxime-Raymond 1992 de l’Institut d'histoire de l'Amérique française, Finaliste du Grand Prix du livre de la Ville de Montréal en 1993
- Défense de la liberté. Textes de Judith Jasmin, recueillis et présentés par Colette Beauchamp, Montréal, Éditions du Boréal, 1992, 235 pages
- Le Silence des médias, (Les femmes, les hommes et l’information,) Montréal, Éditions du remue-ménage, 1987, 281 pages
- Pour changer le monde, (Le Forum Pour un Québec féminin pluriel), Montréal, Éditions Écosociété, 1994, 149 pages

## Honneurs
- Prix Victor-Barbeau 1993 de l’Académie des lettres du Québec.
- Prix Maxime-Raymond 1992 de l’Institut d’histoire de l’Amérique française